# マーブル・アーチ駅
マーブル・アーチ駅（マーブル・アーチえき、英語: Marble Arch tube station）はウエストミンスターにあるロンドン地下鉄セントラル線の駅である。 ランカスター・ゲート駅とボンド・ストリート駅の間に位置し、トラベルカード・ゾーン1に含まれる。

## 歴史
マーブル・アーチ駅は1900年7月30日にセントラル・ロンドン鉄道の駅として開業した。
セントラル・ロンドン鉄道の他の駅と同様、当駅も開業時はエレベーターでホームと改札口が結ばれていたが、1930年代にエスカレーターを用いるよう改築されている。この改築により、ケベック・ストリートとオックスフォード・ストリートの角にあったハリー・ベル・メジャーズ設計による駅舎は閉鎖・解体され、1932年に西側に新しい駅施設が造られた。
ホームの壁は当初白いタイルだったが、1985年にアナベル・グレーがデザインしたエナメル画の壁画に交換されている。
2010年に駅全体の近代化工事が行われたが、グレーのエナメル画はそのまま残された。

## 現在
当駅の駅名は駅近くのマーブル・アーチにちなむものである。マーブルアーチはオックスフォード・ストリート西端のマーブル・アーチ交差点にある。
オックスフォード・サーカス方面からの列車が折り返すための引き上げ線が設けられている。

## バス路線
ロンドンバス2、10、16、30、36、73、74、82、94、98、113、137、148、159、274、390、414、436が当駅を経由する。

## ギャラリー

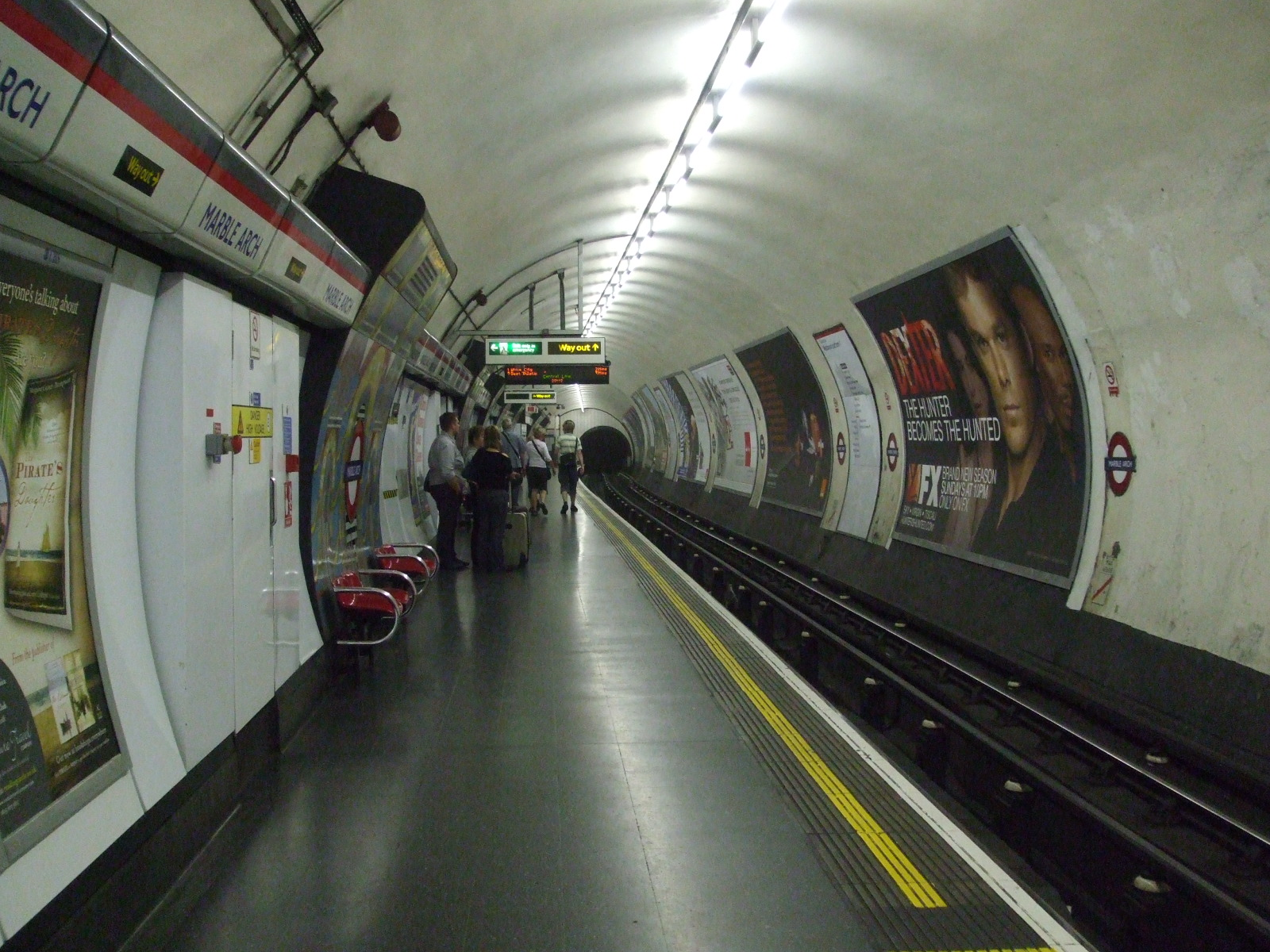
西行ホーム
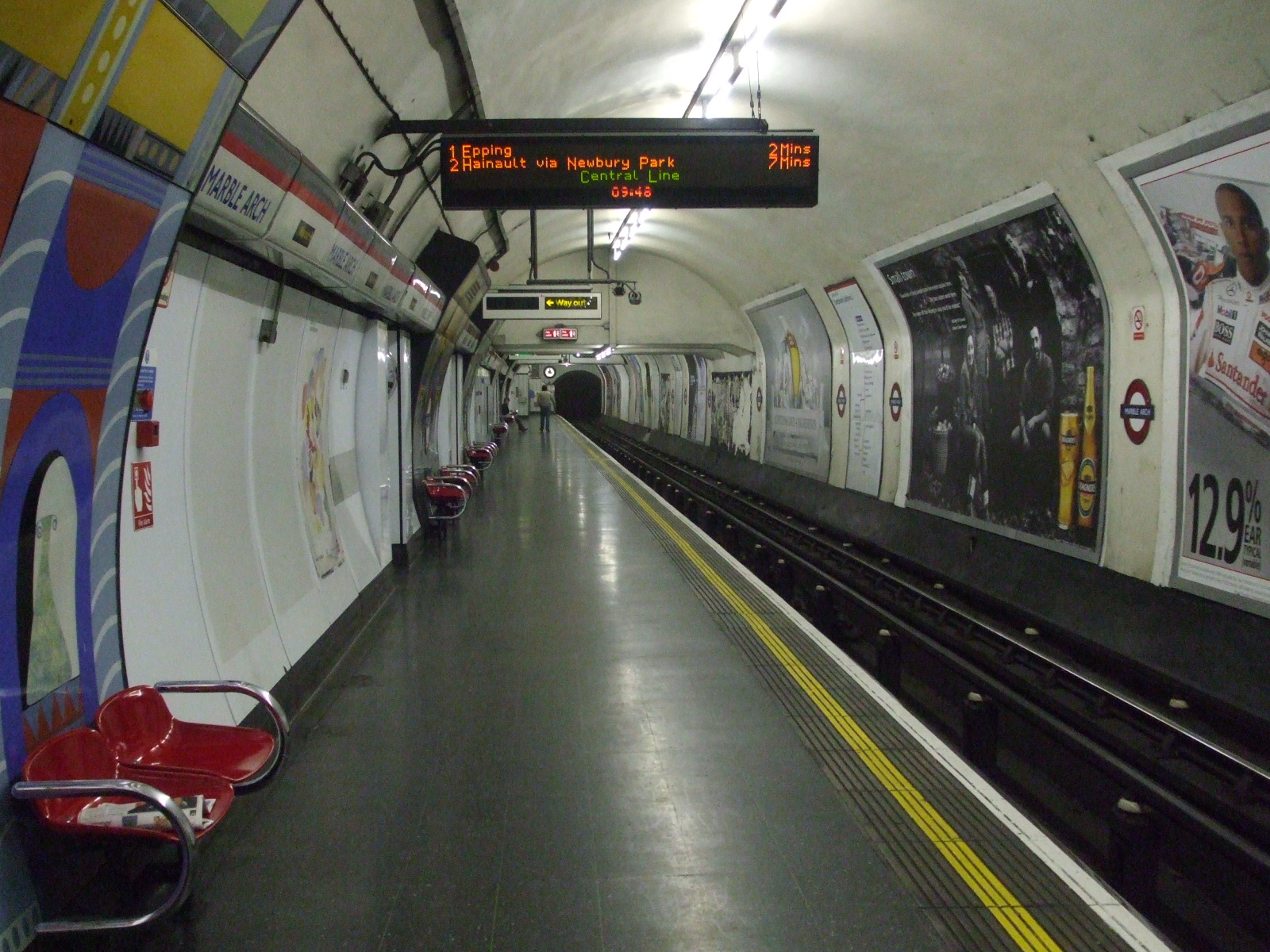
東行ホーム
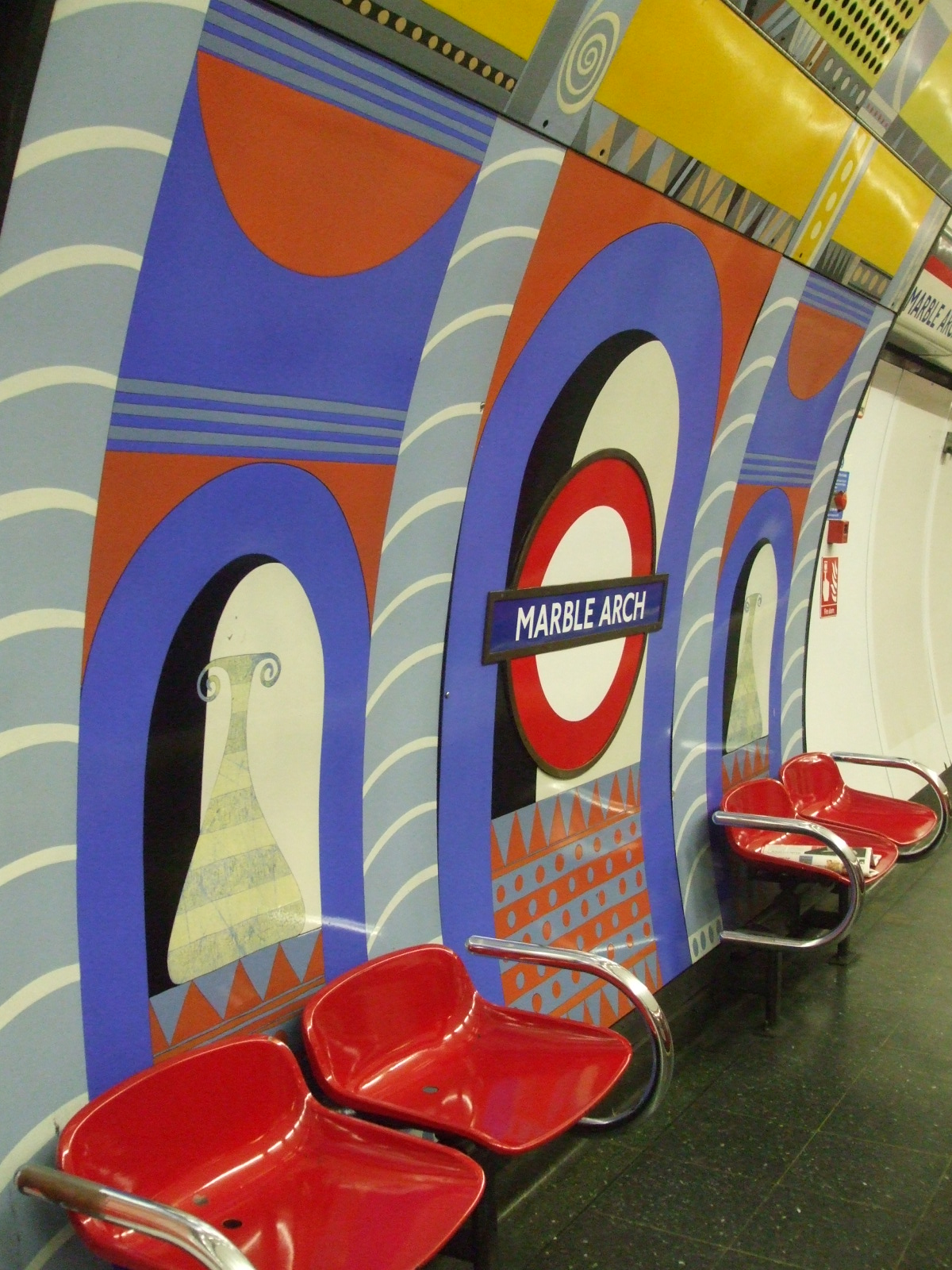
東行ホームの装飾
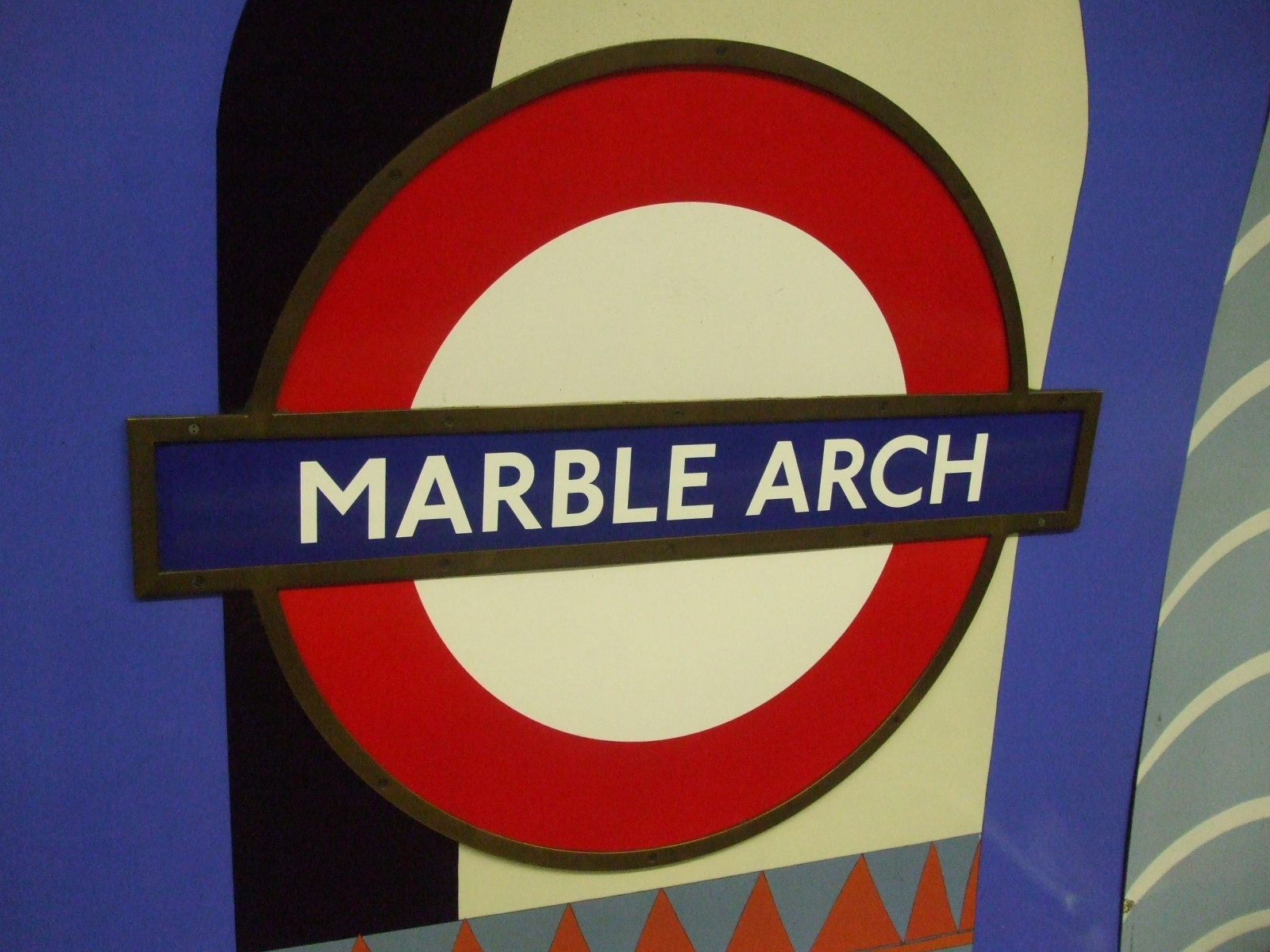
駅名標

## 隣の駅
ロンドン交通局
ロンドン地下鉄
■セントラル線
ランカスター・ゲート駅 - マーブル・アーチ駅 - ボンド・ストリート駅